# 西燕镇
西燕镇，是中华人民共和国广西壮族自治区南宁市上林县下辖的一个乡镇级行政单位。

## 行政区划
西燕镇下辖以下地区：
西燕社区、云灵村、覃浪村、云桃村、塘昶村、北林村、江卢村、侯面村、东敢村、寨鹿村、岜独村和大龙洞村。